# アレックス・ホークリッジ
アレックス・ホークリッジ（Alex Hawkridge、1945年9月23日 - ）は、イギリスの自動車実業家。自動車レースのフォーミュラ1（F1）で、1981年から1985年にかけてトールマンのチーム代表を務めたことで知られる。

## 経歴
イギリス・エセックス出身で、地元のブレントウッド・スクールで学んだ。14歳の時（1959年頃）に特待生となり、フランス・パリのエコール・アルザシエンヌに留学。
1962年（17歳頃）に2輪レースへの参戦を始め、後に4輪に転向してミニのレースに参戦するようになった。

### トールマン
ホークリッジは、スペインで水上スキー学校、ボート製作販売会社、ナイトクラブの経営を手掛けていたが、1968年にイギリスに帰国し、自動車関連の事業を営んでいたトールマン・グループ社に加入した。
この時期の同社は、1966年に先代経営者のアルバート・トールマン（Albert Toleman）が死去して間もなく、その息子たちであるテッド・トールマンとボブ・トールマンが立て直しを図っているという状況だった。ホークリッジとしては、トールマンの仕事は次の仕事を見つけるまでのつなぎのつもりだったのだが、フォードとの大きな契約を取り付けたことで、トールマン・グループの役員に抜擢された。テッドとボブのトールマン兄弟はホークリッジと同様にモータースポーツ愛好家で、ホークリッジはトールマンのモータースポーツ部門を任されるようになり、1970年代後半にはヨーロッパF2選手権への参戦を始める。
1978年、ホークリッジは、ロイヤル・レーシングにおける車両設計で評価を高めていたロリー・バーンをトールマンに引き抜いた（ほどなくバーンの同僚だったパット・シモンズもトールマンに移籍）。この時期のバーンは、フォーミュラ・フォードの設計でこそ大きな成功を収めていたものの、フォーミュラ2の設計経験はないという状況だったが、ホークリッジはバーンに設計を任せ、1980年シーズンにはバーンの設計によりトールマン初の独自車両（TG280）でF2に参戦するようになる。
バーンが設計したTG280は大きな成功をもたらし、1980年中にホークリッジはF1へのステップアップを計画し、F2で組んでいたブライアン・ハートにF1用ターボエンジン（ハート・415T）の製作を依頼し、バーン設計の車体に載せて参戦することを決める。

#### F1

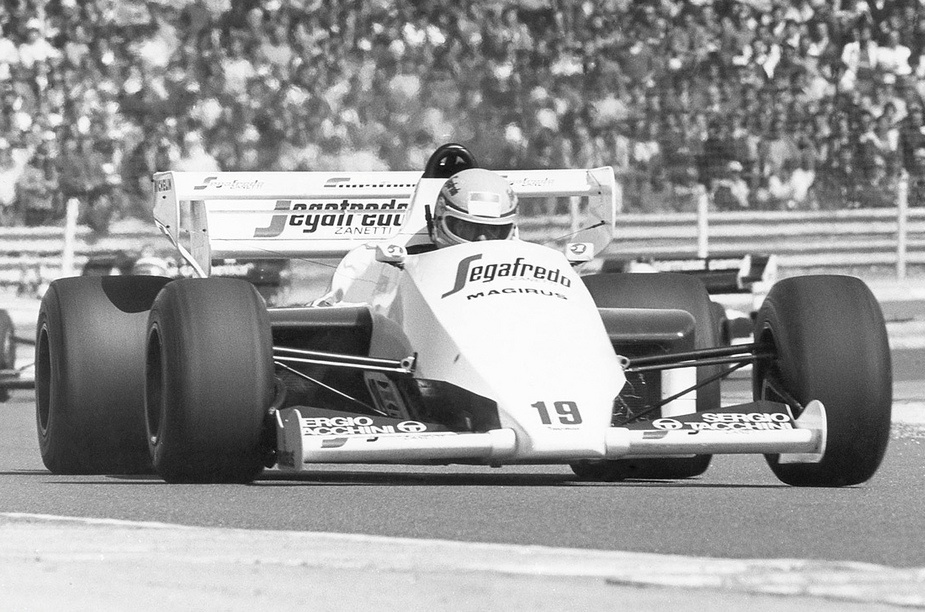
トールマン・TG184を駆るアイルトン・セナ

ホークリッジは、1981年にトールマンがフォーミュラ1（F1）に進出した際、テッド・トールマンの意を受けて引き続きチームのトップ（チーム代表）を務めた。
ホークリッジは、後に3度のワールドチャンピオンとなるアイルトン・セナにF1デビューの機会を与えたことでも知られている。1983年のイギリス・フォーミュラ3選手権を制したセナには、マクラーレン、ウィリアムズ、ロータスのようなトップチームをはじめとする多くのF1チームが注目していた。ホークリッジもまたセナと連絡を取り続け、トールマンは同年11月9日にセナにテスト走行の機会を与え、その才能を確信したホークリッジはすぐさま契約書の用意をし、セナに3年契約を提示した。セナはウィリアムズやブラバムでもテスト走行の機会を与えられたが、最終的にトールマンを選び、1年契約と2年のオプション（延長には両者の合意が必要で、延長しない場合は違約金が発生）という形で契約を結んだ。セナは初年度から期待以上の活躍をし、ホークリッジは翌年以降も共に戦うことを望んだが、結果として、セナはトップチームのロータスに移籍する道を選び、1984年の1年限りでチームを離れた。
1985年にチームがベネトンに売却され、ホークリッジは同年限りでトールマンから離脱した。

### ジーテック
トールマンのF1参戦が終わった後、ホークリッジは株主を務めていたジーテック社の事業に関わるようになる。
エンジン・マネージメント・システムの開発をしていた同社は各国のフォーミュラ3選手権で大きな成功を収めており、イギリスのレーシングカーコンストラクターであるレイナードと組んでF1参戦への道を模索した。1988年春にはそのことを表明し、「トールマン」の名でF1に参戦することが噂された（実現はしなかった）。